# Pływanie na Letnich Igrzyskach Olimpijskich 1924 – 200 m stylem klasycznym mężczyzn
200 m stylem klasycznym mężczyzn było jedną z konkurencji pływackich na Letnich Igrzyskach Olimpijskich 1924. Zawody odbyły się w dniach 15-17 lipca. W zawodach uczestniczyło 28 zawodników z 16 państw.

## Rekordy
| Rekord świata     | 2:50.4 | Erich Rademacher | Magdeburg (GER) | 7 kwietnia 1924 |
| Rekord olimpijski | 3:01.8 | Walter Bathe     | Sztokholm (SWE) | 12 lipca 1912   |

## Wyniki

### Eliminacje
Dwóch najszybszych zawodników z każdego biegu i najszybszy z trzeciego miejsca awansowało do półfinału.
Bieg 1
| Miejsce | Zawodnik         | Czas   | Kwal. |
| ------- | ---------------- | ------ | ----- |
| 1       | Bob Skelton      | 2:56.0 | QQ OR |
| 2       | Thor Henning     | 3:02.4 | QQ    |
| 3       | Zoltán Bitskey   | 3:05.4 | qq    |
| 4       | Ivan Stedman     | 3:09.6 |       |
| 5       | William Stoney   | 3:10.3 |       |
| 6       | Georges Vallerey | 3:11.2 |       |

Bieg 2
| Miejsce | Zawodnik        | Czas   | Kwal. |
| ------- | --------------- | ------ | ----- |
| 1       | Joseph De Combe | 3:02.0 | QQ    |
| 2       | Edward Maw      | 3:07.0 | QQ    |
| 3       | Márton Sipos    | 3:09.8 |       |
| 4       | Arvo Aaltonen   | 3:11.0 |       |
| 5       | Marius Zwiller  | 3:11.2 |       |

Bieg 3
| Miejsce | Zawodnik        | Czas   | Kwal. |
| ------- | --------------- | ------ | ----- |
| 1       | Bill Kirschbaum | 3:01.0 | QQ    |
| 2       | Rudolf Piowatý  | 3:10.8 | QQ    |
| 3       | Bo Johnsson     | 3:12.2 |       |
| 4       | Viljo Viklund   | 3:12.4 |       |
| 5       | Luciano Trolli  | 3:23.0 |       |

Bieg 4
| Miejsce | Zawodnik        | Czas   | Kwal. |
| ------- | --------------- | ------ | ----- |
| 1       | Reginald Flint  | 3:05.2 | QQ    |
| 2       | Frigyes Hollósi | 3:06.4 | QQ    |
| 3       | Henri Bouvier   | 3:07.8 |       |
| 4       | Gerlacus Moes   | 3:18.8 |       |
| 5       | Emerico Biach   | 3:26.8 |       |
| 6       | Ivo Pavelić     | 3:28.4 |       |

Bieg 5
| Miejsce | Zawodnik         | Czas   | Kwal. |
| ------- | ---------------- | ------ | ----- |
| 1       | Bengt Linders    | 3:03.4 | QQ    |
| 2       | Robert Wyss      | 3:03.6 | QQ    |
| 3       | Clarrie Heard    | 3:09.0 |       |
| 4       | Tsunenobu Ishida | 3:09.2 |       |
| 5       | Jaroslav Müller  | 3:22.0 |       |
| 6       | Mário Marques    | 3:32.4 |       |

### Półfinały
Dwóch najszybszych zawodników z każdego biegu i najszybszy z trzeciego miejsca awansowało do finału.
Półfinał 1
| Miejsce | Zawodnik        | Czas   | Kwal. |
| ------- | --------------- | ------ | ----- |
| 1       | Bob Skelton     | 3:00.2 | QF    |
| 2       | Bill Kirschbaum | 3:02.6 | QF    |
| 3       | Robert Wyss     | 3:04.2 | qf    |
| 4       | Frigyes Hollósi | 3:05.6 |       |
| 5       | Reginald Flint  | 3:06.8 |       |
| 6       | Rudolf Piowatý  | 3:11.8 |       |

Półfinał 2
| Miejsce | Zawodnik        | Czas   | Kwal. |
| ------- | --------------- | ------ | ----- |
| 1       | Joseph De Combe | 3:00.2 | QF    |
| 2       | Bengt Linders   | 3:01.4 | QF    |
| 3       | Thor Henning    | 3:05.0 |       |
| 4       | Edward Maw      | 3:07.0 |       |
| 5       | Zoltán Bitskey  | 3:09.2 |       |

### Finał
| Miejsce | Zawodnik        | Czas   |
| ------- | --------------- | ------ |
| 1       | Bob Skelton     | 2:56.6 |
| 2       | Joseph De Combe | 2:59.2 |
| 3       | Bill Kirschbaum | 3:01.0 |
| 4       | Bengt Linders   | 3:02.2 |
| 5       | Robert Wyss     | 3:05.6 |